# Megaloctena angulata
Megaloctena angulata är en fjärilsart som beskrevs av John Henry Leech 1900. Megaloctena angulata ingår i släktet Megaloctena och familjen nattflyn. Inga underarter finns listade i Catalogue of Life.